# Enispa ferreofusa
Enispa ferreofusa là một loài bướm đêm trong họ Noctuidae.